# Miradouro da Caldeira
O Miradouro da Caldeira é um miradouro português localizado no sítio do Espelhaço, localidade da Fajãzinha, concelho das Lajes das Flores, ilha das Flores, arquipélago dos Açores.
Este miradouro debruça-se sobre uma grande cratera vulcânica, situada junto da beira-mar, cratera, essa envolvida por uma natureza praticamente sem macula onde o verde é dominante. Esta cratera é povoada por grande quantidades florestas de Laurisilva, típicas da Macaronésia, bastante comum nas zonas de altitude dos Açores, Aqui e ali, dispersas pela paisagem surgem as casas tradicionais da localidade da Fajãnzinha.
Os campos cultivados surgem dispersos na paisagem de forma mais ou menos desigual e são ocupados por uma policultura típica de minifúndio em que o homem procura uma auto-suficiência alimentar motivada pelo isolamento e pela própria maneira tradicional de estar numa sociedade rural insular isolada a mais de 1408 quilómetros do continente europeu e a mais de 3910 quilómetros do continente americano.

## Referêcnias
- Miradouro da Caldeira.
- Flores.